# العلاقات اليمنية القبرصية
العلاقات اليمنية القبرصية هي العلاقات الثنائية التي تجمع بين اليمن وقبرص.

## مقارنة بين البلدين
هذه مقارنة عامة ومرجعية للدولتين:
| وجه المقارنة                                              | اليمن                   | قبرص                                                                 |
| --------------------------------------------------------- | ----------------------- | -------------------------------------------------------------------- |
| المساحة (كم2)                                             | 555.00 ألف              | 9.24 ألف                                                             |
| عدد السكان (نسمة)                                         | 28.25 مليون             | 1.14 مليون                                                           |
| الكثافة السكانية (ن./كم²)                                 | 50.9                    | 123.38                                                               |
| العاصمة                                                   | صنعاء عدن (عاصمة مؤقتة) | نيقوسيا                                                              |
| اللغة الرسمية                                             | اللغة العربية           | اليونانية الحديثة، اللغة التركية، لغة يونانية                        |
| العملة                                                    | ريال يمني               | يورو، جنيه قبرصي                                                     |
| الناتج المحلي الإجمالي (بليون دولار)                      | 18.21 مليار             | 21.65 مليار                                                          |
| الناتج المحلي الإجمالي (تعادل القوة الشرائية) بليون دولار | 75.69 مليار             | 26.73 مليار                                                          |
| الناتج المحلي الإجمالي الاسمي للفرد دولار أمريكي          | 1.41 ألف                | 23.24 ألف                                                            |
| الناتج المحلي الإجمالي للفرد دولار أمريكي                 |                         | 30.24 ألف                                                            |
| مؤشر التنمية البشرية                                      | 0.498                   | 0.850                                                                |
| رمز المكالمات الدولي                                      | +967                    | +357                                                                 |
| رمز الإنترنت                                              | .ye                     | .cy                                                                  |
| المنطقة الزمنية                                           | ت ع م+03:00             | ت ع م+02:00، ت ع م+03:00، توقيت شرق أوروبا، توقيت شرق أوروبا الصيفي ‏ |

## منظمات دولية مشتركة
يشترك البلدان في عضوية مجموعة من المنظمات الدولية، منها:
| علم المنظمة | اسم المنظمة                               | تاريخ انضمام اليمن | تاريخ انضمام قبرص |
| ----------- | ----------------------------------------- | ------------------ | ----------------- |
|             | مؤسسة التنمية الدولية                     | 22 مايو 1970       | 2 مارس 1962       |
|             | مؤسسة التمويل الدولية                     | 22 مايو 1970       | 2 مارس 1962       |
|             | منظمة حظر الأسلحة الكيميائية              | ?                  | ?                 |
|             | الأمم المتحدة                             | 30 سبتمبر 1947     | 20 سبتمبر 1960    |
|             | الاتحاد الدولي للاتصالات                  | 1931               | 24 أبريل 1961     |
|             | منظمة الشرطة الجنائية الدولية             | ?                  | ?                 |
|             | البنك الدولي للإنشاء والتعمير             | 3 أكتوبر 1969      | 21 ديسمبر 1961    |
|             | الاتحاد البريدي العالمي                   | ?                  | ?                 |
|             | المركز الدولي لتسوية المنازعات الاستشارية | 20 نوفمبر 2004     | 25 ديسمبر 1966    |
|             | وكالة ضمان الاستثمار متعدد الأطراف        | 12 مارس 1996       | 12 أبريل 1988     |
|             | يونسكو                                    | 2 أبريل 1962       | 6 فبراير 1961     |

## وصلات خارجية
- موقع وزارة الخارجية القبرصية